# Esra Ural
Esra Ural (18 de agosto de 1991) é uma basquetebolista profissional turca.

## Carreira
Esra Ural integrou a Seleção Turca de Basquetebol Feminino, na Rio 2016, que terminou na sexta colocação.